# Baghera Jones
Pour les articles homonymes, voir Jones.
Baghera Jones, de son vrai nom Justine Noguera, née le 6 janvier 1995, est une streameuse suisse.

## Biographie

### Enfance et éducation
Justine Noguera est née le 6 janvier 1995 à Neuchâtel en Suisse,. Elle est d'origine espagnole par son père, son nom espagnol est Noguera Jodar Lopez[source secondaire souhaitée].
Elle ne finit pas son lycée, fait un apprentissage dans le graphisme puis obtient son CFC.

### Débuts
Avant d'être streameuse, Justine est graphiste à temps partiel en télétravail dans une entreprise en Suisse.

### Carrière
En 2019 et en 2022, elle participe au Z-Event,,. Fin 2022, elle déplore les comportements sexistes qu'elle subit dans le cadre de son activité de streameuse.
En mars 2023, Klorane s'associe avec la streameuse afin de sensibiliser la génération Z à la botanique. Elle est alors suivie par plus de 340 000 personnes sur la plateforme de streaming vidéo Twitch, où elle cumule 6,7 millions de vues.
À partir de mai 2023, elle fait partie des membres francophones invités au serveur Minecraft international et multilingue QSMP (avec Antoine Daniel, Aypierre, Etoiles et Kameto), lancé par le streameur et vidéaste mexicain Quackity et inspiré du Dream SMP (en) auquel il avait lui-même participé. Il regroupe des créateurs de contenu du monde entier dans un même serveur, exploitant un système de traduction automatique en temps réel, et consistant à la fois en du divertissement « libre », et du jeu de rôle plus ou moins scripté.
En septembre 2023, elle participe au GP Explorer 2023, qu'elle termine à la 17e place.
En mars 2024, elle participe à Danse avec les stars d'Internet organisé par Michou. Conviée à participer à une émission sportive de France Télévisions, aussi diffusée sur Twitch, en lien avec les Jeux olympiques d'été de 2024, Aux Jeux Streamers, elle laisse planer le doute sur sa participation en raison du comportement d'autres personnes invitées à participer à l'émission.
En réaction au bombardement d'un camp de réfugiés à Rafah, Baghera Jones est à l'initiative de Streamers4Palestinians, du 31 mai au 5 juin 2024. Cet évènement caritatif vient en aide aux civils palestiniens de la bande de Gaza et de Cisjordanie, par l'intermédiaire de Médecins du monde. L'évènement récolte plus d'un million d'euros.

## Vie privée
Originaire de Suisse, elle s'installe à Montpellier, en France, en 2019.